# ヌメロ
ヌメロ (Numéro) はグループ・アラン・アヤシュが刊行する国際的なファッション雑誌である。公称発行部数は8万部で、2007年に100号を超えた。
1998年にエリザベス・ディジャンが創刊して現在も編集長を務める。彼女は何故『ヌメロ』を作ろうと思ったか尋ねられて「私は男性を誘う方法を示した雑誌に退屈した。私は、芸術・デザイン・音楽について読みたい知的で利口な女性のためにこの雑誌を作りたかった。」と答える。

## 世界各国の発行状況
Numéro TOKYO
日本版。フジサンケイグループ傘下の扶桑社が2007年2月に創刊した。創刊号の4月号は表紙にケイト・モスを起用した。ほかにクロエ・セヴィニー、アビー・リー・カーショウ、アギネス・ディーン、ココ・ロシャ、デヴォン青木、ジゼル・ブンチェン、ステラ・テナント、アレクサ・チャン、ヴィクトリア・ベッカムなどが表紙に登場している。
Numéro Korea
韓国版。2008年7月に創刊して2010年に廃刊。マリナ・リンチュク、ドウツェン・クロース、スネジャナ・オノプカらが表紙に登場した。
Numéro China
中国版。2010年9月に「ヌメロ」3か国目の国際版として創刊した。
Numéro Thailand
タイ版。2012年12月に創刊し、創刊号の表紙はタイのモデル“Aokbab”とクンイン・メンムムを起用した。芸術、ファッション、デザイン、文化などを取り上げる。
Numéro Russia
ロシア版。2013年3月に創刊し、創刊号の表紙はナオミ・キャンベルを起用してセバスチャン・キムが撮影した。元「ヴォーグ」編集者アンドレ・レオン・タリーが、ロシア版で編集長としてデビューし、ウーマンズ。ウェア・デイリーのインデビューで「ロシアが好きで、給料が凄いものだったので仕事を取った……アナはとても同情的で理解があり、私たちは良い条件でデジタルとオンラインの両方を提供していくことに決めた。そして、私はそれをすることが非常に嬉しい。」と語った。
ダフィー・グレネヴェルドとアシュレイ・グッドを2013年4月号と2013年5月号、パク・スジュを2013年8月号、パット・クリーブランドを2014年5月号、それぞれを表紙に起用した。

## ヌメロ・オム
『ヌメロ』の男性版、季刊誌として半年に1回発行する。

## 批判
「ヌメロ」2010年10月号でグレッグ・カデルが撮影した写真に、モデルコンスタンス・ヤブロンスキーがブラックフェイスで髪をアフロにした写真を含み批判された。
「Numéro TOKYO」2012年10月号でグレッグ・カデルが撮影した写真で、モデルカーリー・クロスの浮き出た胸郭をエアブラシで消して批判された。デイリー・メールは、2011年12月にスティーヴン・マイゼルが撮影した写真が拒食症の誘発を懸念して「ヴォーグ」イタリア版のウェブサイトから取り下げられた事件を受けて、「ヌメロ」はクロスの痩躯に関する論争の可能性の回避を望んだのではないかと指摘した。
2013年3月にブラックフェイス問題が議論となった。白人モデルのオンドリア・ハーディンが肌を黒く塗りセバスチャン・キムが撮影した写真を、「アフリカン・クイーン」と題して見開きページで掲載した。ハフィントン・ポストがこの醜聞について編集部を取材すると、ヌメロは電子メールで謝罪と免責を記し、キムの仕事は「人種のるつぼと文化の混在を主張する彼の以前の写真作品と一致している」と述べ、「肌の色に基づく差別化の正反対」だと主張した。キムもハフィントン・ポストにメールを送り、彼の美的ビジョンは「中東とモロッコのファッションインスピレーションを持つタリサ・ゲッティ、ヴェルーシュカ、マリサ・ベレンソンのような60年代の人物に基づいている。ハーディンが黒人に見えることも特集の題名が“アフリカン・クイーン”であることも意図としていなかった」と説明した".。